# Dlouhý covid
Dlouhý covid nebo častěji i v českém prostředí long covid, (také známý jako postcovidový syndrom, postakutní následky covidu-19 (PASC) nebo chronický covid syndrom (CCS), anglicky long COVID) je stav, který charakterizují dlouhodobé následky objevující se nebo přetrvávající po typickém období rekonvalescence po covidu-19. Podle Světové zdravotnické organizace se diagnóza má používat při potížích trvajících déle než tři měsíce po infekci. Onemocnění může trvat měsíce až roky a může být velmi omezující.
Nejčastějšími příznaky jsou stavy vyčerpání a únava, stavy PEM/PESE (po aktivitě, kterou jedinec dříve běžně toleroval- fyzické, ale i kognitivní, emocionální nebo smyslové-dochází ke zhoršení symptomů a celkově zdravotního stavu), problémy s pamětí, dušnost (dyspnoe) a poruchy spánku. Mezi další typické projevy patří bolesti hlavy, poruchy duševního zdraví, ztráta čichu (anosmie) či chuti (ageusie), svalová slabost, bolesti svalů (myalgie) a kloubů (artralgie), zvýšená tělesná teplota a kognitivní dysfunkce. Příznaky se mohou zhoršovat po námaze, tento příznak je známý pod názvem opožděná intolerance zátěže (post-exertional malaise, PEM) a je typický pro ME/CFS, chronický únavový syndrom, který dlouhý covid připomíná a někdy se z něj vyvine.
Mechanismy způsobující dlouhý covid nejsou zcela známy. Vina se obvykle přikládá dlouhodobému poškození orgánů, především cév; problémům se srážlivostí krve, neurologické dysfunkci, chronické perzistenci viru, reaktivaci latentních virů (především viru Epsteina–Barrové) a autoimunitě. Diagnóza je obvykle podmíněná domnělým nebo prokázaným proděláním onemocnění Covid-19, vyloučením jiných závažnějších příčin a příznaky typickými pro dlouhý covid.
Odhady prevalence v populaci mají jistý rozptyl způsobený různými diagnostickými kritérii, velikostí studované populace a metodologií, a obvykle se pohybují mezi 5 a 50 %. Incidence je prokazatelně nižší po očkování proti covidu-19. Mezi rizikové faktory patří astma, ženské pohlaví a vážnější primární infekce koronavirem. K roku 2024 nebyl k dispozici žádný efektivní lék. Doporučená léčebná opatření závisí na příznacích, obvykle se doporučuje odpočinek, při přítomností příznaků typických pro ME/CFS se doporučuje strategie tzv. pacingu. Většina lidí s příznaky ve čtvrtém týdnu se zotaví do týdne dvanáctého, pokud tomu tak není, dá se očekávat pomalejší rekonvalescence trvající až roky. V případě přítomnosti vážných příznaků spojených s ME/CFS se dá předpokládat, že onemocnění bude celoživotní, byť jeho závažnost těžko odhadovat.
Celosvětově dlouhý covid prodělalo přes 400 milionů jedinců. Ekonomické dopady onemocnění jsou značné a odhady se pohybují kolem 1 % světového hrubého domácího produktu.

## Terminologie a definice
Dlouhý covid je termín vytvořený pacienty, údajně ho poprvé použila v květnu 2020 jako hashtag na Twitteru Elisa Perego, archeoložka z University College London.
Dlouhý covid nemá přesnou definici. Je normální a očekávatelné, že lidem, kteří prošli závažnými příznaky nebo komplikacemi, jako je syndrom postintenzivní péče nebo sekundární infekce, bude zotavování trvat déle než lidem, kteří nepotřebovali hospitalizaci (prodělali tzv. mírný covid). Rozdíly v závažnosti mohou ztížit určení, zda soubor přetrvávajících symptomů u konkrétního jednotlivce představuje normální, prodlouženou rekonvalescenci, nebo dlouhý covid. Jedním z pravidel pro určení je, že dlouhý covid způsobuje příznaky, které jsou přítomny déle než dva měsíce, ačkoli není důvod se domnívat, že tato volba mezní hodnoty je specifická pro běžnou infekci virem SARS-CoV-2.

### Britská definice
Britský Národní institut pro zdraví a péči (NICE) rozděluje případy nemoci covid-19 do tří definic:
- akutní covid-19 pro příznaky a symptomy během prvních 4 týdnů po infekci virem SARS-CoV-2
- dlouhý covid pro nové nebo přetrvávající příznaky 4 týdny po začátku akutního covidu-19 nebo déle; ten se dělí na další dva:
  - pokračující symptomatický covid-19 pro příznaky přetrvávající od 4 do 12 týdnů po nástupu
  - postcovidový syndrom, pokud příznaky přetrvávají 12 nebo více týdnů po nástupu.

NICE popisuje termín dlouhý covid jako „běžně používaný k popisu příznaků, které pokračují nebo se rozvíjejí po akutním covidu-19. Zahrnuje jak pokračující symptomatický covid-19 (od 4 do 12 týdnů), tak postcovidový syndrom (12 a více týdnů)“.
NICE definuje postcovidový syndrom jako „symptomy, které se vyvinou během infekce covidem-19 nebo po ní, trvají déle než 12 týdnů a nejsou vysvětleny alternativní diagnózou. Obvykle se projevuje více různých příznaků, často se překrývajících, které mohou v průběhu času kolísat a měnit se a mohou ovlivnit jakýkoli orgán v těle. O postcovidovém syndromu lze uvažovat i před 12 týdny, přičemž se také posuzuje možnost alternativního onemocnění.“

### Americká definice
V únoru 2021 ředitel amerického Národního institutu zdraví (NIH) Francis Collins uvedl, že dlouhodobé symptomy covidu-19 u jedinců, kteří se „zcela nezotaví po době několika týdnů“, budou souhrnně označovány jako postakutní následky SARS-CoV-2 infekce (PASC). NIH uvedla příznaky dlouhého covidu-19, jako je únava, dušnost, „mozková mlha“, poruchy spánku, občasné horečky, gastrointestinální problémy, úzkost a deprese. Symptomy mohou přetrvávat měsíce a mohou se pohybovat od mírných až po ochromující, přičemž nové příznaky se objevují dlouho po infekci. Americké centrum CDC charakterizuje "Postcovidové stavy" a kvalifikuje dlouhý covid jako symptomy vyskytující se 4 nebo více týdnů po první infekci.
Mezinárodní online průzkum s 3 762 účastníky s nemocí trvající déle než 28 dní zjistil, že zotavení trvá u 91 % z nich déle než 35 týdnů. V průměru účastníci zaznamenali 56 symptomů (směrodatná odchylka ± 25,5) v 9 orgánových systémech. Symptomy se v průběhu času měnily a nejčastějšími příznaky po 6 měsících byly únava, pozátěžová malátnost a kognitivní dysfunkce. U 86 % účastníků došlo k relapsu vyvolanému fyzickou nebo duševní námahou nebo stresem. Byly identifikovány tři skupiny symptomů: počáteční symptomy, které vrcholí v prvních dvou až třech týdnech a poté odezní, stabilní příznaky a symptomy, které v prvních dvou měsících výrazně sílí a poté se stabilizují.
Příznaky hlášené lidmi s dlouhodobým onemocněním covid zahrnují:
- Extrémní únava
- Dlouhotrvající kašel
- Svalová slabost
- Zvýšená teplota
- Neschopnost se soustředit (mozková mlha)
- Výpadky paměti
- Změny nálad, někdy doprovázené depresí a dalšími duševními zdravotními problémy
- Potíže se spánkem
- Bolesti hlavy
- Bolest kloubů
- Parestézie v rukou a nohou
- Průjem a zvracení
- Ztráta chuti a čichu
- Bolest v krku a potíže s polykáním
- Nový nástup cukrovky a hypertenze
- Pálení žáhy (gastroezofageální refluxní choroba)
- Vyrážka
- Dušnost
- Bolesti na hrudi
- Palpitace
- Problémy s ledvinami (akutní onemocnění ledvin)[27]
- Změny stavu ústní dutiny (zuby, sliny, dásně)
- Anosmie (ztráta čichu)[28]
- Parosmie (změna čichu)[28]
- Šelest v uších
- Srážení krve (hluboká žilní trombóza a plicní embolie)

## Epidemiologie
První zprávy o dlouhodobém onemocnění po infekci covidem se objevily již na začátku pandemie covidu-19 i u lidí, kteří měli průběh nemoci mírný (nevyžadující hospitalizaci) nebo středně těžký (vyžadující umělý příjem kyslíku) a také u těch, kdo byli přijati do nemocnice se závažnějším průběhem. Ve 4letém průzkumu zaměřeném na lidi po prodělání nemoci SARS v Hongkongu uvedlo 42,5 % subjektů alespoň jednu diagnostikovatelnou psychiatrickou poruchu, jako jsou posttraumatická stresová porucha, deprese nebo chronická únava.
K lednu 2021 nebyl přesný výskyt případů znám. Výskyt případů v průběhu času klesá, protože mnoho lidí se pomalu zotavuje. Některé dřívější studie naznačovaly, že 20 % až 33 % lidí s nemocí covid-19 mělo příznaky trvající déle než měsíc. Telefonický průzkum v USA v první polovině roku 2020 ukázal, že asi 35 % lidí, kteří měli pozitivní test na SARS-CoV-2, zaznamenalo řadu příznaků, které trvaly déle než tři týdny. K prosinci 2020 úřad Office of National Statistics ve Spojeném království odhadl, že ze všech lidí s pozitivním testem na SARS-CoV-2 mělo asi 21 % symptomy trvající déle než pět týdnů a asi 10 % pociťovalo symptomy trvající déle než 12 týdnů.
Některé studie naznačují, že některé děti mají přetrvávající příznaky infekce SARS-CoV-2.
Ačkoli u každého, kdo se nakazí, se může vyvinout dlouhotrvající covid, lidem, kteří onemocní natolik, že to vyžaduje hospitalizaci, trvá déle, než se zotaví. Většina (až 80 %) těch, kdo byli přijati do nemocnice se závažným průběhem onemocnění, pociťuje dlouhodobé problémy včetně únavy a dušnosti. Pacienti, kteří prošli závažným průběhem infekce, zejména ti, kteří potřebovali mechanickou ventilaci k usnadnění dýchání, také pravděpodobně budou po uzdravení trpět syndromem post-intenzivní péče. Studie pacientů, kteří byli hospitalizováni ve Wu-chanu, zjistila, že většina z nich po šesti měsících pociťovala stále alespoň jeden symptom. Pacienti, kteří byli vážněji nemocní, trpěli po prodělání nemoci závažnou nedostatečnou plicní funkčností. Mezi 1 733 pacienty, kteří byli propuštěni z nemocnice a sledováni dalších šest měsíců, byly nejčastějšími příznaky únava nebo svalová slabost (63 %), potíže se spánkem (26 %) a úzkost nebo deprese (23 %).
Někteří lidé trpí dlouhodobými neurologickými příznaky, přestože nebyli kvůli nemoci covid-19 hospitalizováni; první studie této části populace byla zveřejněna v březnu 2021. Nejčastěji tito nehospitalizovaní pacienti pociťovali „výraznou a přetrvávající mozkovou mlhu a únavu, které ovlivňují jejich schopnost vnímání a celkovou kvalitu života“.
V lednu 2021 studie ve Spojeném království uvedla, že 30 % uzdravených pacientů bylo znovu přijato do nemocnice do 140 dnů a 12 % z celkového počtu uzdravených zemřelo. U mnoha pacientů se poprvé objevila cukrovka a také problémy se srdcem, játry a ledvinami. Důvod selhání inzulínu byl v té chvíli neznámý.
V březnu 2021 Asociace indonéských lékařů v průzkumu mezi 463 lidmi uvedla, že 63,5 % respondentů samo hlásilo přetrvávající příznaky po infekci SARS-CoV-2. Přesný soubor příznaků nebyl specifikován, nicméně dle článku byly nejčastěji hlášenými příznaky únava a kašel, následované bolestí svalů a hlavy.
V květnu 2021 globální systematický přehled vytvořený vědci na Stanfordově univerzitě ukázal, že u více než 70 % pacientů s nemocí covid-19 přetrvávala celá řada příznaků měsíce poté, co se zotavili z počáteční fáze onemocnění. Většina pacientů v této studii byla dříve hospitalizována. Mezi nejčastější přetrvávající příznaky patřila dušnost, únava a poruchy spánku. Celkově studie zaznamenala 84 klinických příznaků, včetně deprese, úzkosti, ztráty chuti a čichu a poruch vnímání, jako jsou ztráta paměti nebo potíže se soustředěním.
V červnu 2021 dlouhodobá studie v Bergenu v Norsku zjistila, že 52 % (31/61) z kohorty doma izolovaných případů mladých dospělých ve věku 16–30 let nadále pociťovalo symptomy po šesti měsících. Studie zachycovala 82 % (312) případů z první vlny pandemie, z toho 247 v domácí izolaci a 65 hospitalizovaných.
Existuje jen málo údajů o dlouhodobém covidu po průlomových infekcích (případy u plně očkovaných lidí). V červenci 2021 studie s 1 497 plně očkovanými zdravotnickými pracovníky v Izraeli uvedla, že 19 % pozitivně testovaných (7 z 36 infikovaných lidí) mělo také dlouhodobé příznaky nemoci covid-19 po 6 nebo více týdnech, přičemž varianta alfa byla identifikována v 85 % pozitivních případů.
V srpnu 2021 studie 1 276 pacientů, kteří prodělali covid ve Wu-chanu na začátku roku 2020, uvedla, že sice mnoho příznaků časem zmizelo a 88 % dříve zaměstnaných se vrátilo ke své původní práci, avšak 49 % z nich mělo alespoň jeden chronicky se vyskytující symptom po 12 měsících po propuštění z nemocnice a celkový zdravotní stav skupiny byl horší než u kontrolní populace. Ženy měly ve srovnání s muži jako častější příznak únavu, svalovou slabost, úzkost, depresi nebo zhoršenou difuzní kapacitu plic. Studie také zjistila, že lidé, kteří prodělali nemoc covid-19, jsou vystaveni většímu riziku psychiatrických následků, jako je úzkost a deprese.
Studie ze září 2021 zveřejněná v týdeníku The Lancet zjistila, že dvě dávky vakcíny proti nemoci covid-19 snížily pravděpodobnost dlouhého covidu na polovinu.

## Příčiny
V současné době není známo, proč se většina lidí plně zotaví během dvou až tří týdnů, a jiní pociťují příznaky o týdny nebo měsíce déle. Přestože přesné procesy, které způsobují dlouhý covid, zůstávají neznámé, bylo zmíněno několik mechanismů, které mohou být příčinou dlouhého covidu.
Přehledný článek z března 2021 uvádí následující patofyziologické procesy jako hlavní příčiny dlouhého covidu:
- přímá toxicita ve tkáni infikované virem, zejména v plicích
- probíhající zánět jako důsledek postinfekční dysregulace imunitního systému
- cévní poranění a ischemie vyvolaná hyperkoagulabilitou a trombózou
- narušená regulace renin-angiotenzinového systému související s účinkem SARS-CoV-2 na tkáň ložiska enzymu ACE2

V říjnu 2020 studie britského Národního institutu pro výzkum zdraví zveřejnila hypotézu, že přetrvávající příznaky dlouhého covidu mohou být způsobeny čtyřmi syndromy:
- trvalé poškození plic a srdce
- syndrom postintenzivní péče
- postvirová únava, někdy považovaná za stejnou jako myalgická encefalomyelitida/syndrom chronické únavy (ME/CFS)
- pokračující příznaky covidu-19

Mezi další situace, které mohou způsobit nové a přetrvávající příznaky, patří:
- virus je v těle přítomen po delší dobu než obvykle v důsledku neúčinné imunitní odpovědi[59]
- reinfekce (např. jiným kmenem viru)[59]
- poškození způsobené zánětem a silnou imunitní reakcí na infekci[59]
- fyzická dekondice v důsledku nedostatku pohybu během nemoci[59]
- posttraumatický stres nebo jiné psychické následky,[59] zejména u lidí, kteří dříve trpěli úzkostí, depresí, nespavostí nebo jinými duševními obtížemi[62]

### Podobnosti s jinými syndromy
Dlouhý covid je podobný post-Ebola syndromu a postinfekčním syndromům pozorovaným u onemocnění chikungunya a infekcím, které zřejmě spouštějí ME/CFS. Patologická fyziologie dlouhého covidu může být podobná jako u těchto dalších stavů. Některým dlouholetým pacientům s covidem v Kanadě byl diagnostikován chronický únavový syndrom, vysilující multisystémové neurologické onemocnění, o kterém se předpokládá, že je ve většině případů spouštěno infekčním onemocněním. Lucinda Bateman, specialistka na syndrom ME/CFS ze Salt Lake City v USA, věří, že oba syndromy jsou totožné. Je potřeba podrobnějšího výzkumu syndromu ME/CFS; Anthony Fauci, hlavní lékařský poradce vlády USA, uvedl, že nemoc covid-19 je „dobře identifikovaný etiologický zprostředkovatel, který by nám měl nyní velmi pomoci, abychom byli schopni porozumět syndromu ME/CFS“.

### Rizikové faktory
Podle studie King's College London původně zveřejněné 21. října 2020 mohou rizikové faktory dlouhodobého onemocnění covid-19 zahrnovat:
- Věk – zejména osoby starší 50 let
- Obezita[67]
- Astma
- Zaznamenání více než pěti příznaků (např. více než kašel, únava, bolest hlavy, průjem, ztráta čichu) v prvním týdnu infekce covid-19; pět příznaků je medián ohlášených příznaků

U žen je méně pravděpodobné než u mužů, že onemocní závažným akutním onemocněním covid-19, ale je u nich pravděpodobnější, že u nich dojde k rozvinutí dlouhého covidu. Některé výzkumy naznačují, že je to způsobeno především hormonálními rozdíly, zatímco jiné výzkumy poukazují na další faktory, včetně chromozomální genetiky a rozdílů v chování imunitního systému závislých na pohlaví; relevantní mohou být i nebiologické faktory.

## Diagnostika a léčba
Ke studiu dlouhého covidu se používá Xenonová magnetická rezonance (MRI), protože poskytuje pacientům a lékařům vysvětlení dříve nevysvětlených pozorování. Xenonová magnetická rezonance může měřit výměnu plynů a poskytovat informace o tom, kolik vzduchu je absorbováno krevním řečištěm pacienta, což je při zkoumání pacientů s dlouhým covidem užitečné.
MRI může kvantifikovat tři oblasti funkce plic: ventilaci, příjem bariérovou tkání a výměnu plynů. Xenon-129 je rozpustný v plicní tkáni, což umožňuje měření plicních funkcí, jako je perfuze a výměna plynů (výhoda oproti heliu). Ventilace měří, jak je vzduch v plicích distribuován, a může poskytnout informace o potenciálně ohrožených částech plic, pokud se do těchto částí nedostane žádný xenon. Absorpce bariérové tkáně a výměna plynů měří, kolik vzduchu prochází přes alveolární kapilární membránu. Xenonová magnetická rezonance pomáhá určit, jak dobře je vzduch přijímán plícemi, absorbován do plicní tkáně a přijímán krví.

## Reakce zdravotních systémů

### Austrálie
V říjnu 2020 průvodce publikovaný australským spolkem Royal Australian College of General Practitioners uvádí, že přetrvávající příznaky infekce po prodělání nemoci covid-19, jako je únava, dušnost a bolest na hrudi, budou vyžadovat další léčbu praktickými lékaři.

### Jižní Afrika
V říjnu 2020 Oddělení nemocničního dozoru Národního ústavu pro přenosné nemoci vytvořilo partnerství s Mezinárodním konsorciem pro těžké akutní respirační a nově vznikající infekce za účelem provedení klinického výzkumu dlouhého covidu a jeho dopadu, který může mít v rámci jihoafrického kontextu. K 30. lednu 2021 projekt ještě nezískal etický souhlas se zahájením sběru dat. Etický souhlas byl udělen 3. února 2021 a formální sběr dat začal 8. února 2021.

### Spojené království
V Británii zřídila organizace National Health Service specializované kliniky pro léčbu dlouhodobého onemocnění covid. Čtyři hlavní členové lékařské komory Spojeného království byli 21. září 2020 varováni před akademickými obavami z dlouhého covidu v dopise Trishy Greenhalghové zveřejněném v týdeníku The BMJ podepsaném akademiky Davidem Hunterem, Martinem McKee, Susan Michie, Melindou Mills, Christin Pagel, Stephenem Reicherem, Gabrielou Scally, Devi Sridharovou, Charlesem Tannockem, Yee Whye Tehou a bývalým hlavním členem skotské lékařské komory Harry Burnsem. V říjnu 2020 šéf NHS England Simon Stevens oznámil, že NHS se zavázala použít 10 milionů liber, které jsou v tomto roce vyčleněny na zřízení specializovaných klinik zaměřených na dlouhý covid. Budou posuzovat fyzický, kognitivní a psychický stav pacientů a poskytovat specializovanou léčbu. Byla oznámena příprava budoucích lékařských pokynů; naplánován byl další výzkum na 10 000 pacientech a vytvoření operační skupiny spolu s online rehabilitační službou s názvem Your Covid Recovery. Kliniky zahrnují různé lékařské odborníky a terapeuty a mají za cíl poskytovat společnou péči o fyzické a duševní zdraví.
Národní ústav pro výzkum zdraví přidělil finanční prostředky na výzkum mechanismů, které stojí za symptomy dlouhého covidu.
V prosinci 2020 otevřela University College London Hospitals (UCLH) druhou Long Covid kliniku (kliniku specializující se na dlouhý covid) v Národní nemocnici pro neurologii a neurochirurgii pro pacienty s postcovidovými neurologickými problémy. První klinika byla otevřena v květnu a je primárně zaměřená na respirační problémy, ale obě kliniky v případě potřeby odkazují pacienty na další specialisty, včetně kardiologů, fyzioterapeutů a psychiatrů. Do března 2021 bylo v anglické NHS zapsáno 69 Long Covid klinik zaměřujících se většinou na posuzování pacientů, přičemž se plánuje otevření dalších. Panovaly obavy, že služby komunitní rehabilitace nemají dostatečnou kapacitu na zvládnutí velkého počtu doporučení.
Dne 18. prosince 2020 zveřejnil Národní institut pro zdraví a péči (NICE), Královská vysoká škola praktických lékařů (RCGP) a Skotská síť meziuniverzitních směrnic (SIGN) příručku k léčbě dlouhého covidu. Pokyny byly přezkoumány zástupci britských lékařů ze skupiny #longcovid, což je online podpůrná skupina pro pacienty, kteří procházejí dlouhým covidem. Tito zástupci uvedli, že by pokyny, kromě dalších navrhovaných změn, bylo možné zlepšit zveřejněním komplexnějšího popisu klinických příznaků a fyzické povahy dlouhého covidu.

### Spojené státy
Doktor Anthony Fauci popsal dlouhý covid jako „... fenomén, který je vskutku reálný a poměrně rozsáhlý“, ale také uvedl, že počet případů není znám.
Dne 23. února 2021 oznámil ředitel National Institutes of Health Francis Collins významnou iniciativu k identifikaci příčin dlouhého covidu a prostředků prevence a léčby lidí, kteří tímto dlouhodobým covidem trpí. Součástí této iniciativy je vytvoření projektu, který bude shromažďovat data o neurologických symptomech spojených s dlouhým covidem.
Dne 28. dubna 2021 Podvýbor pro zdraví, který je členem Výboru pro energetiku a obchod sněmovny USA, uspořádal jednání o dlouhém covidu.

## Odezva veřejnosti
Někteří lidé, kteří trpí dlouhým covidem, vytvořili skupiny na sociálních sítích. Existuje aktivní mezinárodní hnutí za podporu pacientů s dlouhým covidem, které zahrnuje výzkum vedený samotnými pacienty. V mnoha z těchto skupin jsou jednotlivci vyjadřující frustraci a pocit, že jejich problémy byly lékařskými odborníky odmítnuty.

## Dlouhý covid u dětí
Studie Národního statistického úřadu s 20 000 účastníky, v níž byly zahrnuty děti i dospělí, zjistila, že u dětí s pozitivním testem na covid přetrvával alespoň jeden symptom po pěti týdnech u 9,8 % dětí ve věku 2 až 11 let a u 13 % dětí ve věku 12 až 16 let. Studie v Itálii, která analyzovala 129 dětí mladších 18 let, zkoumala zdravotní údaje získané prostřednictvím dotazníku mezi zářím 2020 a 1. lednem 2021. Celkem 53 % ze skupiny stále pociťovalo příznaky onemocnění covid-19 více než 120 dní po diagnóze a 43 % pacientů bylo symptomy stále negativně ovlivňováno. Příznaky zahrnovaly nespavost, únavu, bolest svalů, tlak a bolest na hrudi, ucpaný nos, únavu a potíže se soustředěním. Případová studie 5 dětí ve Švédsku také uváděla symptomy (únava, bušení srdce, dušnost, bolesti hlavy, svalová slabost a potíže se soustředěním) přetrvávající 6–8 měsíců po původní diagnóze covidu-19.